# Golfe du Bénin
Pour les articles homonymes, voir Bénin (homonymie).
Le golfe du Bénin, golfe de Bénin ou baie du Bénin, situé dans la zone subéquatoriale de l'Afrique de l'Ouest, est une partie du golfe de Guinée, à l'ouest du delta du Niger. Il constitue la façade maritime du Ghana, du Togo, du Bénin et du Nigeria.

## Bibliographie

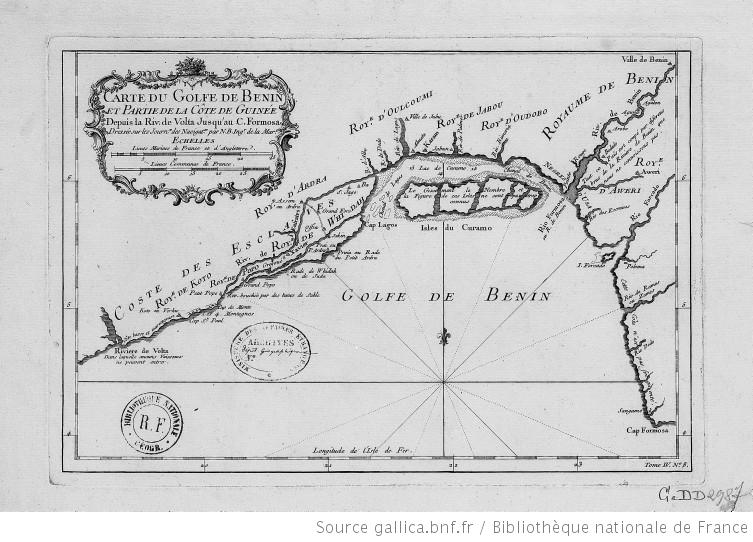
Carte du XVIII

## Voir Aussi
- Côte des esclaves
- John Beecroft